# Schloss Eybesfeld

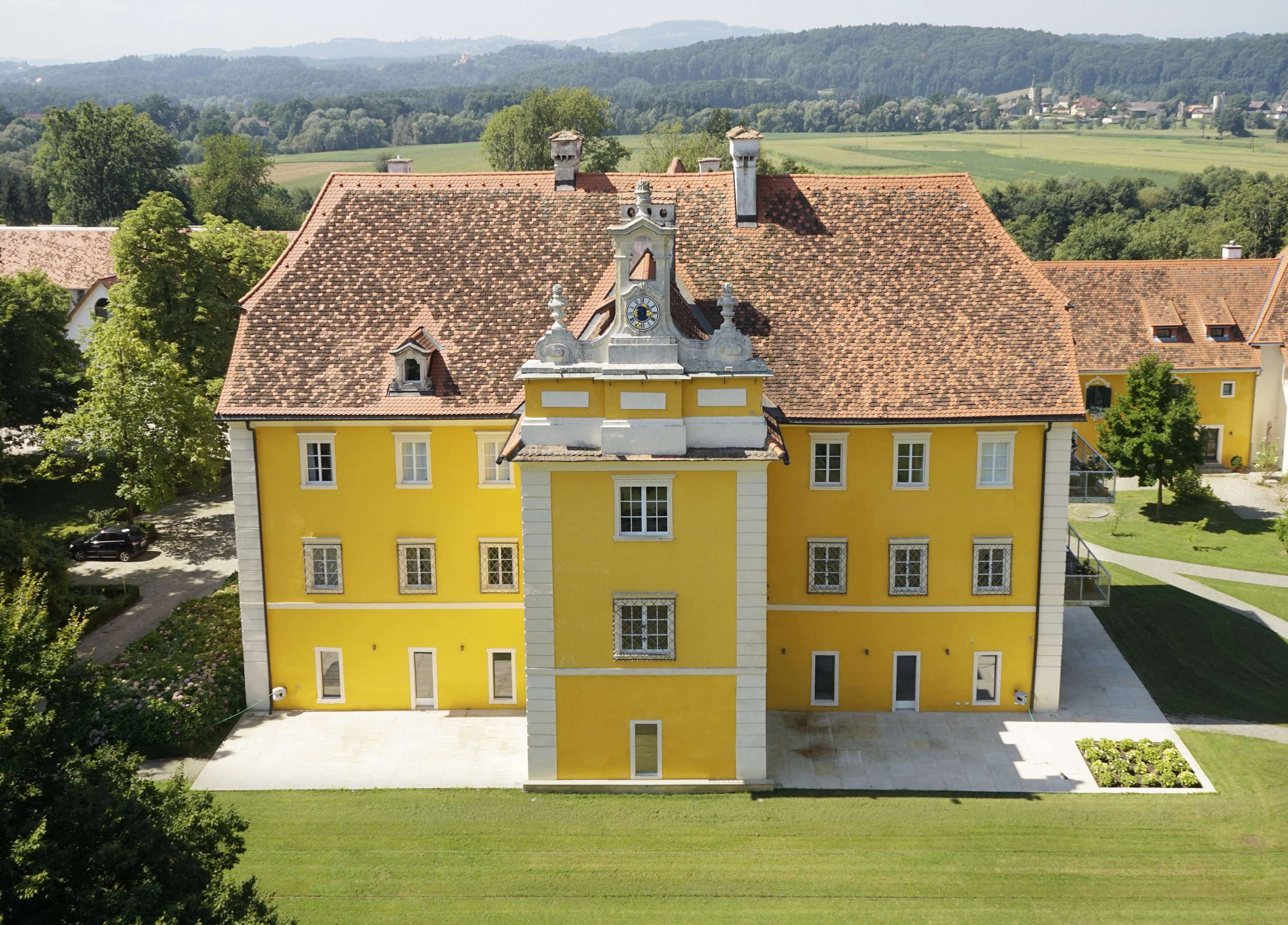
Schloss Eybesfeld

Schloss Eybesfeld liegt in der Gemeinde Lang im Bezirk Leibnitz in der Steiermark.

## Geschichte
Der „Hof zu Jeeß“ wird 1571 erstmals zweifelsfrei als dem Stift Rein gehörig urkundlich genannt und hieß später nach einer Besitzerfamilie „Mallerhof“, ähnlich wie der nahegelegene „Klauberhof“. Er wurde zum Edelhof und befand sich durch Jahrhunderte in adeligem Besitz: 1593 kam der Mallerhof an die Breuner, von den Trauttmansdorff 1618 an die Globitzer, 1624 an die Hemeter und von diesen 1633/40 an Gottfried Freiherrn von Eibiswald.
Dieser, Kaiserlicher Rat, Kammerherr und Oberst-Erbland-Falkenmeister in Steiermark, baute den Hof zum adeligen Schloss aus und gab ihm den Namen „Eybesfeld“. 1635 wurde mit dem Schloss ein Burgfried verbunden, 1643 erfolgte der Erwerb des Klauberhofes samt den zugehörigen Untertanen. Die insgesamt 55 Untertanen befanden sich fast alle in der näheren Umgebung des Herrschaftsbesitzes.
Der „Mallerhoff, aniezo Eybesfeld genanndt“ wurde 1667 an die Gräfinnen von Khißl vererbt, die ihn 1697 an Carl Ferdinand von Puchbaum verkauften, der zugleich Herr auf Freibühel am Südhang des Buchkogels war. Seit 1743 im Besitz der Grafen von Wildstein kam das Schloss Eybesfeld 1791 an den bürgerlichen Pächter der Herrschaft Seggau Joseph Madl, später an die Edlen von Heupauer (auf Schwarzenegg) und 1844 an Emilie von Peché.
Seit 1853 nach anderen Quellen seit 1851, als es der Jurist Dr. Sigmund Conrad erwarb, steht Schloss Eybesfeld in ununterbrochenem Besitz dieser Familie. Der Hofrat, Stellvertreter des Banus von Kroatien, Statthalter von Triest und Venedig, Landespräsident in Krain und schließlich Minister für Kultus und Unterricht wurde 1854 von Kaiser Franz Joseph I. mit dem Prädikat „von Eybesfeld“ in den Ritterstand, 1870 in den Freiherrenstand erhoben und erhielt den Rang eines Geheimrates und einen Sitz im Herrenhaus des Reichsrates.
Bertran Conrad-Eybesfeld, Sigmunds Nachkomme in vierter Generation, führt das Gut gemeinsam mit seiner Familie und positioniert es als Kultur- und Wirtschaftsfaktor des Leibnitzer Feldes. Im Schlosspark befinden sich mehrere Kunstprojekte, die in Zusammenarbeit mit Konzeptkünstlern wie unter anderen Heimo Zobernig, Michael Schuster, Max Neuhaus oder Sol Lewitt errichtet wurden.
Das historische Ensemble des 17. bis 19. Jahrhunderts, bestehend aus Schloss, Getreidekasten, Wirtschaftsgebäuden und Verwalterhaus, wurde in jüngster Zeit durch neue Wohnanlagen nach Plänen des Architekten Manfred Wolff-Plottegg erweitert.
Der ehemalige Getreidespeicher wurde an der Innenmauer zwischen den zwei westlich und nordwestlich gelegenen Türmen errichtet. Davor bestanden einzelne nicht verbundene Gebäude (Stall, Presse, Mehlkammer, Turm), die im 18. Jahrhundert zu einem Bauwerk zusammengefasst wurden. Zunächst als Kavalier- und Gästehaus für die Jagden genutzt, wurde es 1996 und 2004 umfassend renoviert. Es wurden unter anderem 7 Gästezimmer, dem Geist der 7 Todsünden folgend, errichtet. Eine Farbskala, kleine Hinweise auf die Todsünden und eigens entworfene Möbel folgen einem strengen, einheitlichen Dekorationskonzept.
Der Meierhof, ein Vierkanthof des 18. Jahrhunderts, wurde als Kuhstall, Pferdestall und Schweinestall errichtet. Um 1850 wurde ein Flügel niedergerissen und auf einem Teil dieser Fläche das Meierhaus, das Haus des Verwalters, errichtet. Um das Jahr 2000 wurden die Gebäude umgebaut und saniert. Bertran Conrad-Eybesfeld vermietete von 2003 bis 2011 den gesamten Maierhof als Firmensitz an die Mikroelektronikfirma SensorDynamics AG. Im Jahr 2011 wurde SensorDynamics AG vom US-amerikanischen Halbleiterkonzern Maxim Integrated gekauft. 2013 gab Maxim Integrated den Firmenstandort in Eybesfeld auf. Die Büros im Maierhof wurden zu Mietwohnungen umgebaut.